# Nicole Fortuin
Nicole Fortuin (* 30. April 1992 in Kapstadt) ist eine südafrikanische Schauspielerin und Tänzerin.

## Leben
Fortuin wurde am 30. April 1992 geboren und stammt aus Belhar, einem Stadtteil von Kapstadt. Sie hat einen Bruder. Sie besuchte die Settlers High School und spricht Englisch und Afrikaans. In der 2008 von e.tv ausgestrahlten Castingsendung Shield Teens No Sweat Dance Challenge erreichte sie mit 16 Jahren den vierten Platz. 2014 erlangte sie ihren Bachelor of Arts an der Universität Kapstadt in den Fächern Theater und Performance. Nach ihrem Studiumabschluss erhielt sie 2015 eine Rolle in der Produktion Roer Jou Voete. Im Folgejahr stellte sie im Film Cinderella Story 4: Wenn der Schuh passt… die Rolle der Georgie dar. 2017 stellte sie in insgesamt elf Episoden der Fernsehserie Swartwater die Rolle der Cindy dar. Es folgten in den nächsten Jahren mehrere Besetzungen in südafrikanischen Film- und Serienproduktionen. 2019 stellte sie im Film Flatland die größere Rolle der Natalie Jonkers dar. Der Film wurde noch im selben Jahr auf den Internationalen Filmfestspielen in Berlin gezeigt. Ab demselben Jahr bis 2021 stellte sie in insgesamt 14 Episoden der Fernsehserie Alles Malan die Rolle der Lee-Anne dar. Zwischen 2021 und 2022 war sie in sechs Episoden der Fernsehserie Blood & Water als Detektivin Petersen zu sehen. Außerdem übernahm sie in der Filmproduktion Indemnity die Rolle der Angela Abrams. 2023 wurde bekannt, dass sie im Netflix Original One Piece in einer Episode die Rolle der Ririka darstellen wird.

## Filmografie (Auswahl)
- 2015: Roer Jou Voete
- 2016: Cinderella Story 4: Wenn der Schuh passt… (A Cinderella Story: If the Shoe Fits)
- 2017: Swartwater (Fernsehserie, 11 Episoden)
- 2017: Van der Merwe
- 2017: Voor ek val (Kurzfilm)
- 2017: Vaselinetjie
- 2018: Onder die Suiderkruis (Fernsehserie)
- 2018: Order of the Dragon (Fernsehfilm)
- 2018: Dead in the Water (Fernsehfilm)
- 2019: Dwaalster (Fernsehserie, 2 Episoden)
- 2019: Flatland
- 2019: Die Spreeus (Fernsehserie, 2 Episoden)
- 2019: Far From The Castle (Kurzfilm)
- 2019–2021: Alles Malan (Fernsehserie, 14 Episoden)
- 2020: Projek Dina (Fernsehserie, Episode 1x01)
- 2020: Rage (Fernsehfilm)
- 2021: Sons of the Sea
- 2021: Die Byl (Fernsehserie, 2 Episoden)
- 2021: Indemnity
- 2021: Klein Karoo 2
- 2021–2022: Blood & Water (Fernsehserie, 6 Episoden)
- 2022: Late Bloomer (Fernsehfilm)
- 2023: One Piece (Fernsehserie, Episode 1x01)

## Theater (Auswahl)
- 2014: Mephisto, The Arena, Kapstadt
- 2014: Sister Sister Sister, National Arts Festival
- 2014: Curl Up and Dye, Rosebank Theatre, Kapstadt
- 2015: Sleeping Beauty, Joburg Theatre, Johannesburg
- 2018: Oleanna, Fugard Theatre, Kapstadt